# 中嶋順子のAIR FLIGHT
『中嶋順子のAIR FLIGHT』（なかしまじゅんこのエアーフライト）は2018年10月7日からRKB毎日放送（RKBラジオ）で放送されている旅番組である。

## 番組概要
「ラジオで世界旅行!」をキャッチコピーとして、異国情緒あふれる音楽と元フライトアテンダントである中嶋のトークにより、ラジオを通じて海外旅行の魅力を届ける番組である。

## 放送時間
- 日曜日 9:30 - 9:40（JST。2019年10月6日[2]〜2020年9月27日）

### 過去の放送時間
- 日曜日 7:15 - 7:30（JST。2018年10月7日〜2019年9月29日）

## パーソナリティ
- 中嶋順子

## スポンサー
- JTB旅物語

## 特別番組
- 中嶋順子のAIR FLIGHT 総集編（2019年5月3日 6:30〜12:44）[3]